# Computerzeit
Die Computerzeit in der ARD war eine der ersten deutschen Fernsehsendungen, die sich mit den Themen Computer und Software beschäftigte. Sie wurde zwischen 1984 und 1988 in der ARD ausgestrahlt.
Moderator Claus Kruesken stellte verschiedene Hard- und Software vor. Die Trickfigur Bitty unterstützte ihn hierbei.